# Les Pensionnaires
Les Pensionnaires est une série de bande dessinée créée en 1983 par Pierre-Yves Gabrion dans le no 2372 du journal Spirou.

## Univers

### Synopsis
La série met en scène le quotidien d'une maison de retraite qui pourrait être paisible s'il n'y avait pas le père Antoine et ses blagues pour embêter les autres pensionnaires.

### Personnages
- Le père Antoine : le doyen, craint par les autres pensionnaires pour ses inventions et son mauvais caractère. Malgré cela il lui arrive d'être très sympathique[1].
- Le capitaine : un ex-marin qui a vécu beaucoup d'aventures ou alors qui a passé toute sa carrière dans un port. Il a un petit-fils prénommé Julien, ce qui rend jaloux les autres pensionnaires[1].
- Georges : Un pensionnaire que l'on voit peu[1].
- Emile : il a une voiture sans permis et aime voyager, c'est pour cette raison qu'il fait souvent le tour de la maison de retraite avec en compagnie de madame Juliette[1].
- Madame Juliette : seule femme visible de la maison de retraite, elle est secrètement amoureuse du père Antoine.
- Julien : le petit-fils assez calme du Capitaine[1].

## Publications

### Périodique
La série est publiée pour première fois dans le no 2372 de Spirou du 29 septembre 1983. d'abord en gags d'une planche, elle connaît aussi en 1985 deux récits complets de quatre et trois planches. Elle est publiée à soixante-quatorze reprises dans le journal jusqu'au no 2582 du 6 octobre 1987.

### Album
La série n'a jamais été publiée sous forme d'album.